# Линово (Псковская область)
Линово (латыш. Linava) — деревня в Пыталовском районе Псковской области России. Административный центр Линовской волости.

## География
Деревня находится в западной части Псковской области, в пределах Прибалтийской низменности, в зоне хвойно-широколиственных лесов, на левом берегу реки Кухвы, к северу от автодороги 58К-296, на расстоянии примерно 26 километров (по прямой) к северу от Пыталова, административного центра района.

### Климат
Климат характеризуется как умеренно континентальный, влажный. Средняя многолетняя температура самого холодного месяца (января) составляет −7,3 °С (абсолютный минимум — −42 °C), средняя температура самого тёплого (июля) — 12 °С (абсолютный максимум — 36 °C). Среднегодовое количество осадков составляет 562 мм, из которых 72 % выпадает в период с апреля по октябрь.

## История
До 1920 гг. деревня числится в Толковской волости (с центром в д. Толково) Островского уезда Псковской губернии
C 1920 до 1944 гг. входила в состав Латвии. В 1920—1925 годах как центр Толковской волости Лудзенского уезда, в 1925—1944 годах как центр Линавской (Линовской) волости Яунлатгальского (Абренского) уезда Латвии, под названием Линава (Linava). В январе 1945 года деревня вместе с районом была возвращена в состав РСФСР в рамках тогда же созданного 16 января 1945 года Пыталовского района Псковской области (фактически её управление было передано властям Псковской области, образованной 23 августа 1944 года, в тот же период ввиду отсутствия иных органов власти на освобождаемых землях во время Великой Отечественной войны).

## Население
| 2001 | 2002 | 2010 |
| ---- | ---- | ---- |
| 396  | ↘348 | ↗412 |

Численность населения составляет 396 жителей (2001 год).

## Инфраструктура
Дом культуры, Линовская средняя школа.

## Транспорт
Деревня доступна автотранспортом. Остановка общественного транспорта «Линово (Псковская область)».